# يوسف البنغالي
يوسف الشطاري البنغالي هو عالم بنغالي مسلم سني. كان مدرسًا بارزًا للمسلمون في كجرات في عهد الفاروقيون وأكبر المغول.

## سيرته الذاتية
هو المفتي الفقيه، الخاتن، صاحب التصوف، المدعو بـ يوسف الشطاري البنغالي، ولد ببلد البنغال. سافر إلى الهند لطلب العلم. أصبح طالبا ومريداً في وجيه الدين العلوي في كجرات.
بإذن من العلوي، استقر في برهانفور حيث بدأ في إدارة خانقاه ومدرسة إسلامية. من بين طلابه المشهورين عيسى البرهانفوري ومحمد بن عبد الحليم. كما أجرى المفتي يوسف عملية ختان للأطفال المسلمين في كجرات، وأبرزهم ساكا جي البرهانفوري، الذي أصبح فيما بعد أحد أبرز علماء برهانفور. على الرغم من أن المفتي كان لديه العديد من التلاميذ ، إلا أنه لم يقبل أي شخص كأتباع له بالتصوف، وبدلا من ذلك وجه تلاميذه إلى معاصره طاهر يوسف السندي. كان لدى ابنيه، عبد الله بن يوسف وعبد الرحمن بن يوسف، اللذان أصبحا من مريدين السندي، نفس العقلية.

## مرجع
1. ↑  سعيد عبدالله شاه غازي. حضرت شاه محمد غوث الكواليري.
2. ↑  محمد إلياس القدوسي (2002). Khandesh Under the Mughals, 1601-1724 A.D.: Mainly Based on Persian Sources (بالإنجليزية). مكتب العجائب الإسلامية. pp. 122–136.
3. ↑  قالب:বই উদ্ধৃতি
4. ↑  قالب:বই উদ্ধৃতি
5. ↑  قالب:বই উদ্ধৃতি